# Velkommen til Medina (sang)
"Velkommen til Medina" er en sang af den danske sangerinde og sangskriver Medina, der blev udgivet den 24. juli 2009. Den er andensingle og titelnummeret fra albummet Velkommen Til Medina. Singlen har–ligesom den foregående single "Kun for mig"–ligget #1 på den danske single-hitliste.

## Trackliste
- Single[1]

1. "Velkommen til Medina" (Radio Edit)– 3:40

- Remixes[2]

1. "Velkommen til Medina" – 4:58
2. "Velkommen til Medina" (Traplite Remix) – 7:10
3. "Velkommen til Medina" (Svenstrup & Vendelboe Remix) – 5:50
4. "Velkommen til Medina" (Funkstar Deluxe Remix) – 7:17
5. "Velkommen til Medina" (Anders K Remix) – 6:34
6. "Velkommen til Medina" (Massimo & Domz Remix) – 6:36

## Salgsplacering
| Hitliste (2009)    | Højeste placering | Certifikationer | Salg   |
| ------------------ | ----------------- | --------------- | ------ |
| Tracklisten Top-40 | 1                 | Guld            | 15.000 |